# 古羅馬宗教

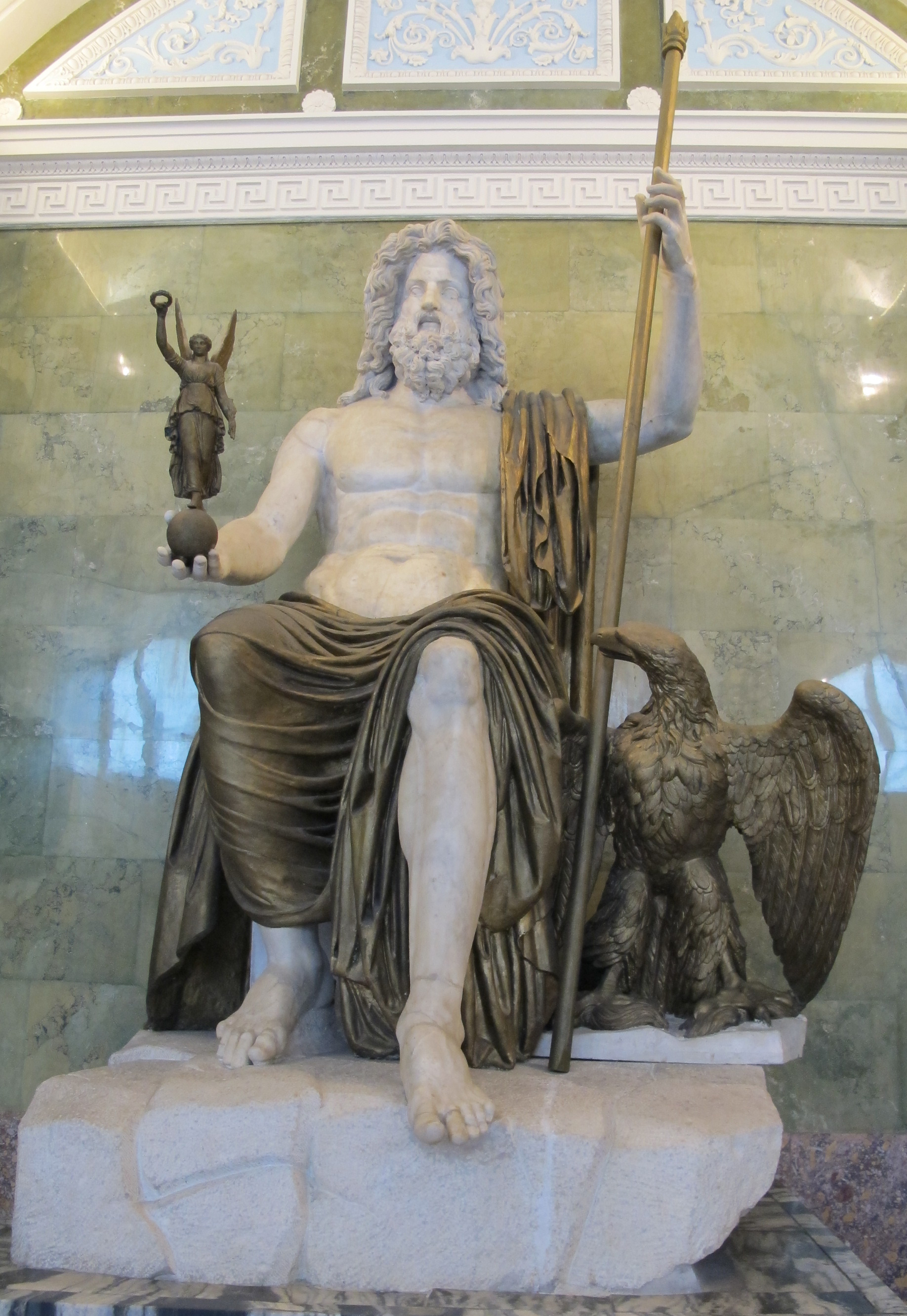
在艾米塔吉博物館的眾神之王朱庇特雕像，建於公元1世紀。

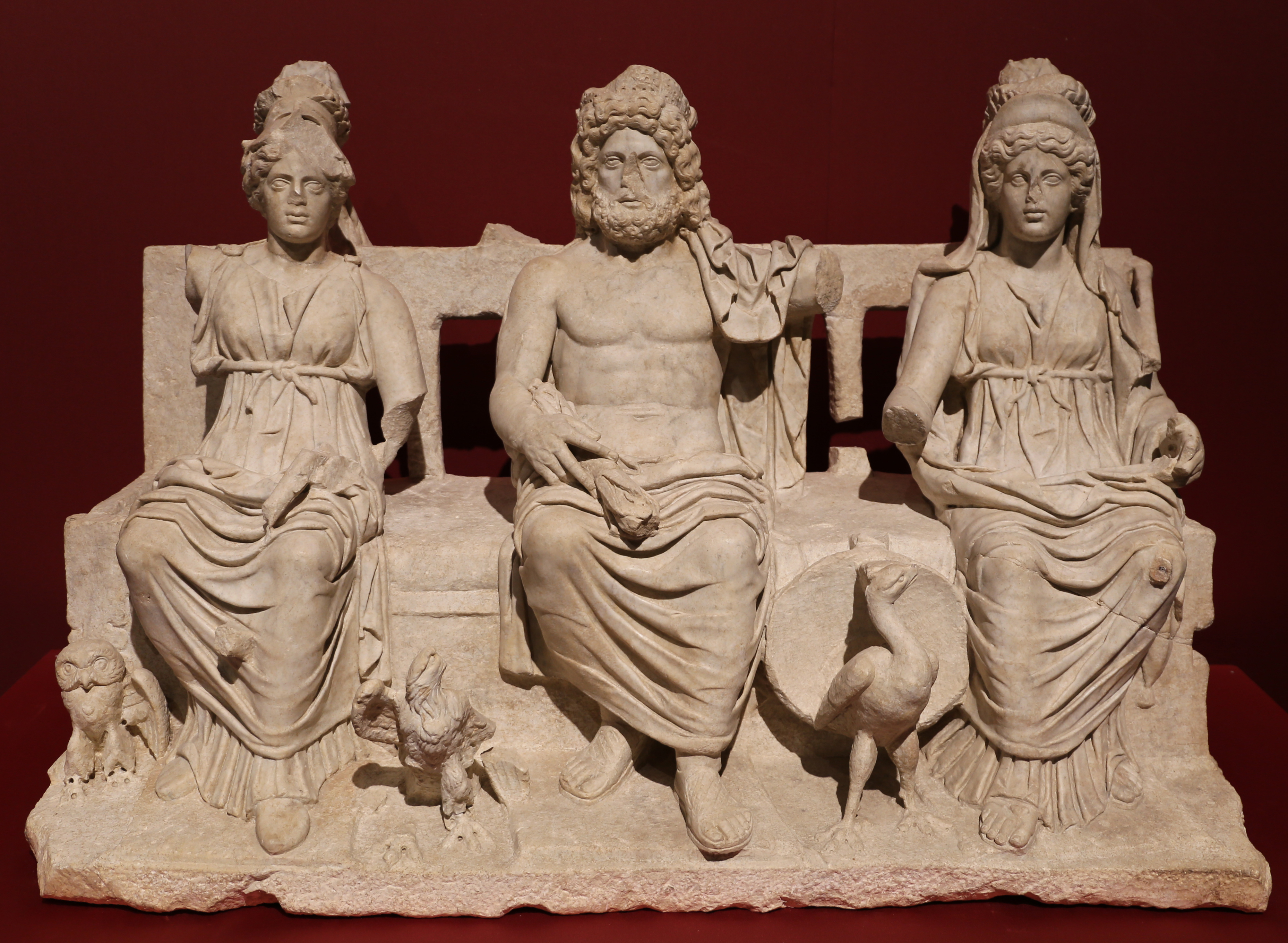
卡庇托林三巨神（左至右）：智慧女神米娜娃、眾神之王朱庇特、天后茱諾

古罗马宗教指在公元4世纪基督教成为罗马帝国合法宗教及國教之前，罗马人及羅馬公民的宗教信仰。罗马人相信，每样东西都由神支配，宗教的目的是获得神协助和垂怜。用祈祷和奉献来博取神的好感，往往在专为具体某些神设的寺庙里进行，并由祭祀主持。罗马主祭司是国家宗教的领袖，称为大祭司；在其他祭司集团中显要的是占卜师。最早的罗马诸神是天神朱庇特、战神马尔斯、以及羅馬城的奠基之神奎里努斯。许多其他的神借自古希腊宗教或与希腊诸神有关，编入罗马神话中的故事往往直接取自希腊神话。